# Sphaeranthus spathulatus
Sphaeranthus spathulatus là một loài thực vật có hoa trong họ Cúc. Loài này được Peter miêu tả khoa học đầu tiên năm 1928.